# Пуртов, Егор Прохорович
Егор Прохорович Пуртов (20 апреля 1858 — ?) — крестьянин, депутат Государственной думы I созыва от Томской губернии

## Биография
Крестьянин села Покровского Покровской волости Каинского уезда Томской губернии. Окончил  начальную сельскую школу. Поступил на военную службу. В русско-японскую войну 1904—1905 годов в чине унтер-офицера был отправлен на Сахалин. Награждён военным ордерном[каким?]. Уволившись с военной службы, вернулся в Каинский уезд. Был женат, имел пятерых детей. Служил волостным судьёй. В партиях не состоял, но по убеждениям был близок к «Союзу 17 октября». Владел земельным наделом площадью 15 десятин, занимался хлебопашеством.
В феврале 1906 года избран от волости для последующего участия в работе уездного избирательного собрания. 7 мая 1906 года съездом уполномоченных от волостей Каинского уезда был избран выборщиком для участия в губернском избирательном собрании. 31 мая 1906 избран в Государственную думу I созыва от общего состава выборщиков Томского губернского избирательного собрания (51 избирательными шарами против 35 неизбирательных). По сведениям трудовиков Пуртов во фракциях не состоял, по данным современных краеведов примкнул к кадетской фракции. Поставил свою подпись под заявлением 10 членов 1-й Государственной думы об увеличении состава Аграрной комиссии за счёт представителей от Сибири.
Дальнейшая судьба и дата смерти неизвестны.